# Constantin von Alvensleben
Reimar Constantin von Alvensleben (Eichenbarleben, 26 agosto 1809 – Berlino, 28 marzo 1892) è stato un generale prussiano.

## Biografia
Constantin von Alvensleben appartenne ad una famiglia aristocratica della Prussia che deteneva il titolo di conte e i suoi fratelli furono il politico Werner VIII von Alvensleben e l'ufficiale Gustav von Alvensleben.
Constantin, come i fratelli, studiò come cadetto alla Scuola Militare di Berlino e poi all'accademia, uscendone tenente di fanteria nell'Alexanderregiment della guardia di Berlino.
Ebbe una rapida carriera militare, passando tra il 1834 e il 1846 dal grado di capitano a quello di colonnello di fanteria, e durante le insurrezioni del 1848 fu vice comandante della piazzaforte di Berlino, e testimone del brutale linciaggio dei politici moderati Felix von Lichnowski e Hans von Auerswald.
Partecipò attivamente alla repressione in Slesia e durante le guerre tra Danimarca e Germania, servendo come maggior generale il feldmaresciallo von Wrangel, e conobbe due suoi futuri colleghi della guerra franco-prussiana, Udo von Tresckow ed Enno von Colomb. Partecipò alla battaglia di Königgrätz sotto von Moltke e ricevette l'Ordine dell'Aquila Nera e la Pour le Mérite.
Promosso poi tenente generale di un reggimento della Guardia, partecipò alle guerre tedesche e alla battaglia di Sadowa; fu uno dei maggiori assertori della guerra franco-prussiana, e ricevette da un suo amico, il generale von Steinmetz, il comando delle armate di Lorena.
Si distinse per il suo stile strategico lontano dalle nuove teorie di von Clausewitz, Moltke e Roon, ma aggressivo e quasi antiquato, seguendo l'esempio dei devastanti eserciti della guerra dei trent'anni, sostenendo il principio della guerra totale.
La sua condotta, considerata da molti deplorevole, fu notata dal comandante di Strasburgo Paul von Collas, che la riferì al comandante della armate d'Alsazia, Paul von Lesczynski. Essi avrebbero voluto destituire von Alvesleben, ma la fortuita vittoria conseguita dal tenente generale Constantin von Alvensleben nella battaglia di Mars-la-Tour, con la 3ª Armata, tolse ogni movente a von Collas, e Alvensleben non fu destituito.
Ebbe infatti ancora un buon ruolo nella presa di Metz e a Gravelotte, comandò le prese di Beaune-la-Rolande, Orléans e Le Mans, ricevendo l'Ordine di Hohenzollern e una donazione di 150.000 talleri.